# Cosmoscarta fictilis
Cosmoscarta fictilis är en insektsart som beskrevs av Butler 1874. Cosmoscarta fictilis ingår i släktet Cosmoscarta och familjen spottstritar. Inga underarter finns listade i Catalogue of Life.